# クラーク・カーター
クラーク・カーター（1966年10月10日 - ）は日本のDJ。
- 作詞家、映像ディレクター 「クラカタフミタカ」のDJネーム。
- 神奈川県出身。血液型O型。中央大学文学部国文学科卒業。

## 略歴
- 2005スキー王国NAGANO TATE&MARKIE ライブイベントDJ
- 2006スキー王国NAGANO イベントナビゲーター
- バブリシャスpresents　ビーチハウスイベントMC/VJ
- 2007スキー王国NAGANO アクアシティお台場　ステージイベント総合MC
- DreamParty in東京ビッグサイト2007春　ライブステージMC
- 日本フットサルリーグ(Fリーグ)バルドラール浦安　オープニングセレモニー 映像制作・ナレーション
- DreamParty in東京ビッグサイト2007秋　ライブステージMC

## 現在の出演番組
- レディオ湘南 X-ing〜クロッシング　月曜〜金曜　15:05〜16:54 (2013.4〜)

## 過去の出演番組
- かつしかFM　ON THE WAY　毎週土曜11:00〜13:00
- FM戸塚　Totty Hour　月曜〜金曜18:00〜20:00
- FM世田谷　BIG TIME Plus-sum 毎月第2・第4土曜日23:00〜
- レディオ湘南 湘南Happiness Sunday　毎週日曜　14：00〜17：00

## スタジアムDJ
*日本フットサルリーグ(Fリーグ)バルドラール浦安　ホームゲーム スタジアムDJ

## 声優
- 妄想エステ / CDドラマ

司会者役

## 楽曲提供
- 「転生學園月光録」オリジナルキャラクターズ Vol.2（「Just do it,to the right」）